# Чинёнов, Евгений Викторович
Евгений Викторович Чиненов (4 апреля 1975, Волгоград) — российский футболист, выступавший на позиции вратаря. Сыграл 10 матчей в высшей лиге Казахстана.

## Биография
Воспитанник волгоградской футбольной школы «Баррикады». В начале карьеры выступал за дублирующие составы камышинского «Текстильщика» и волгоградского «Ротора». В 1995 году был запасным вратарём в финальном матче Кубка России, в котором «Ротор» уступил московскому «Динамо».
В дальнейшем в течение нескольких лет выступал за клубы первого дивизиона — «Торпедо» (Волжский), камышинскую «Энергию», тольяттинскую «Ладу», нижегородскую «Торпедо-Виктория» и липецкий «Металлург».
В 2001 году перешёл в казахстанский «Женис». Дебютный матч в чемпионате Казахстана сыграл 13 мая 2001 года против «Мангыстау». В ходе сезона сыграл 10 матчей в чемпионате страны и 8 — в Кубке Казахстана и стал вместе с командой чемпионом и финалистом Кубка, в том числе играл в финальном матче против «Кайрата». В 2002 году тоже был в заявке «Жениса», но не сыграл ни одного матча.
Вернувшись в Россию, выступал в первом дивизионе за «Лисма-Мордовию». Всего за клубы первого дивизиона России провёл 146 матчей. В возрасте 28 лет завершил профессиональную карьеру и в дальнейшем играл за любительские команды.